# 刺海马
刺海马（学名：Hippocampus histrix）为輻鰭魚綱棘背魚目海龙鱼科海马属的鱼类，俗名长棘海马。分布于印度太平洋區，包括日本、新加坡、红海、台湾岛以及东海、南海、夏威夷群島、法屬波里尼西亞等海域，棲息深度可達82公尺。该物种的模式产地在日本。本魚背鰭軟條18枚；臀鰭軟條4枚；胸鰭18枚。體環11+35-36。頭冠不高，尖端具4-5細而尖銳的小棘。吻細長，呈管狀；吻長大於或等於眶後之頭長。體上各骨環接結處及頭部的小棘特別發達，僅後部尾環的小棘不甚明顯。這是刺海馬有別於其他種類的特徵。體為淡黃褐色，背鰭近尖端具一縱列斑點，臀、胸鰭淡色，體上小棘尖端呈黑色，體長可達17公分。棲息在有遮蔽的珊瑚礁區，屬肉食性，以小型無脊椎動物為食，卵胎生，可作為觀賞魚。

## 外部連結
- 海馬 Haima （页面存档备份，存于） 中藥材圖像數據庫 (香港浸會大學中醫藥學院)